# Heterostraci
Los heterostráceos (Heterostraci, "escamas diversas") son una subclase extinta de vertebrados agnatos que vivieron primordialmente en mares y estuarios. Su distribución se extiende desde el Cámbrico tardío al Devónico, son un linaje importante que incluye tipos de ostracodermos como los pteraspídidos, ciatáspidos, anfiaspídidos y muchos otros grupos. Se trata de la subclase más antigua conocida de vertebrados con individuos pisciformes sin maxilares y acorazados. 

## Descripción y anatomía
Las placas dérmicas del cuerpo no estaban formadas por verdaderas células óseas, y al no conservarse su esqueleto se cree que era cartilaginoso, su anatomía interna solo se conoce por las impresiones de los órganos internos en la superficie interna de la armadura dérmica. Generalmente poseen una armadura de cabeza fusiforme y una cola en forma de abanico. La parte anterior del cuerpo estaba cubierta por grandes placas dorsales y ventrales, otras placas más pequeñas cubrían las aletas laterales. Solo poseían una abertura branquial en el lateral, los ojos se localizaban a los lados de la cabeza, y poseían pares de sacos nasales en la superficie interna del escudo rostral( que sobresalía por delante de la boca). El resto del cuerpo estaba cubierto por escamas. Los heterostráceos, que presentaban aletas caudales de tipo hipocerca, solían medir tan solo unos centímetros de longitud, aunque algunos llegaron a alcanzar 1,5m. Las formas típicas del cuerpo, eran las típicas del género Pteraspis del Devónico, eran redondeadas, pero el grupo también incluía formas aplanadas dorsoventralmente que habitaban las aguas próximas al fondo tales como Drepanaspis siendo pobres nadadores.